# Pseudoaminopterin-Syndrom
Das Pseudoaminopterin-Syndrom ist eine sehr seltene angeborene Embryopathie, das dem Aminopterin-Syndrom ähnelt, jedoch ohne vorhergegangene Exposition mit Aminopterin. Hauptkennzeichen sind Schädelauffälligkeiten, Gesichtsdysmorphien, Skelettfehlbildungen, Geistige Behinderung und Kleinwuchs.
Synonyme sind: ASSA; Aminopterin-ähnliches Syndrom sine Aminopterin
Die Erstbeschreibung stammt aus dem Jahre 1969 durch J. Herrmann und J. M. Opitz.

## Verbreitung
Die Häufigkeit wird mit unter 1 zu 1.000.000 angegeben, bislang wurde über etwa 10 Betroffene berichtet. Die Vererbung erfolgt – zumindest teilweise – autosomal-rezessiv.

## Ursache
Die Ursache ist bislang nicht bekannt.

## Klinische Erscheinungen
Klinische Kriterien sind:
- Manifestation vorgeburtlich oder als Neugeborenes
- Kraniosynostose, mangelhafte Verknöcherung des Schädeldaches
- Gesichtsauffälligkeiten wie Hypertelorismus, Auffälligkeiten der Lidspalten, Mikrogenie, Lippenspalte, kleine und tief ansetzende Ohrmuscheln
- Fehlbildungen der Finger wie Brachydaktylie, Syndaktylie, Klinodaktylie
- mildes bis moderates intellektuelles Defizit
- Kleinwuchs